# Світова революція
Світова революція — поняття з марксистського вчення. Карл Маркс висунув ідею про неминучість всепланетного об'єднання людства в справедливому комуністичному суспільстві.
Світовий, а не локальний характер комуністичної революції обґрунтовується теоретично (Ф. Енгельсом, «Принципи комунізму») тим, що капіталістичні країни так тісно переплетені світовим ринком, світовим поділом праці, що криза в одній капіталістичній країні неминуче викликає синхронні кризи в інших, створюючи і революційну ситуацію одночасно у всіх капіталістичних країнах, внаслідок відбувається саме Світова революція.

## Світова революція та Жовтневий переворот 1917 року в Росії

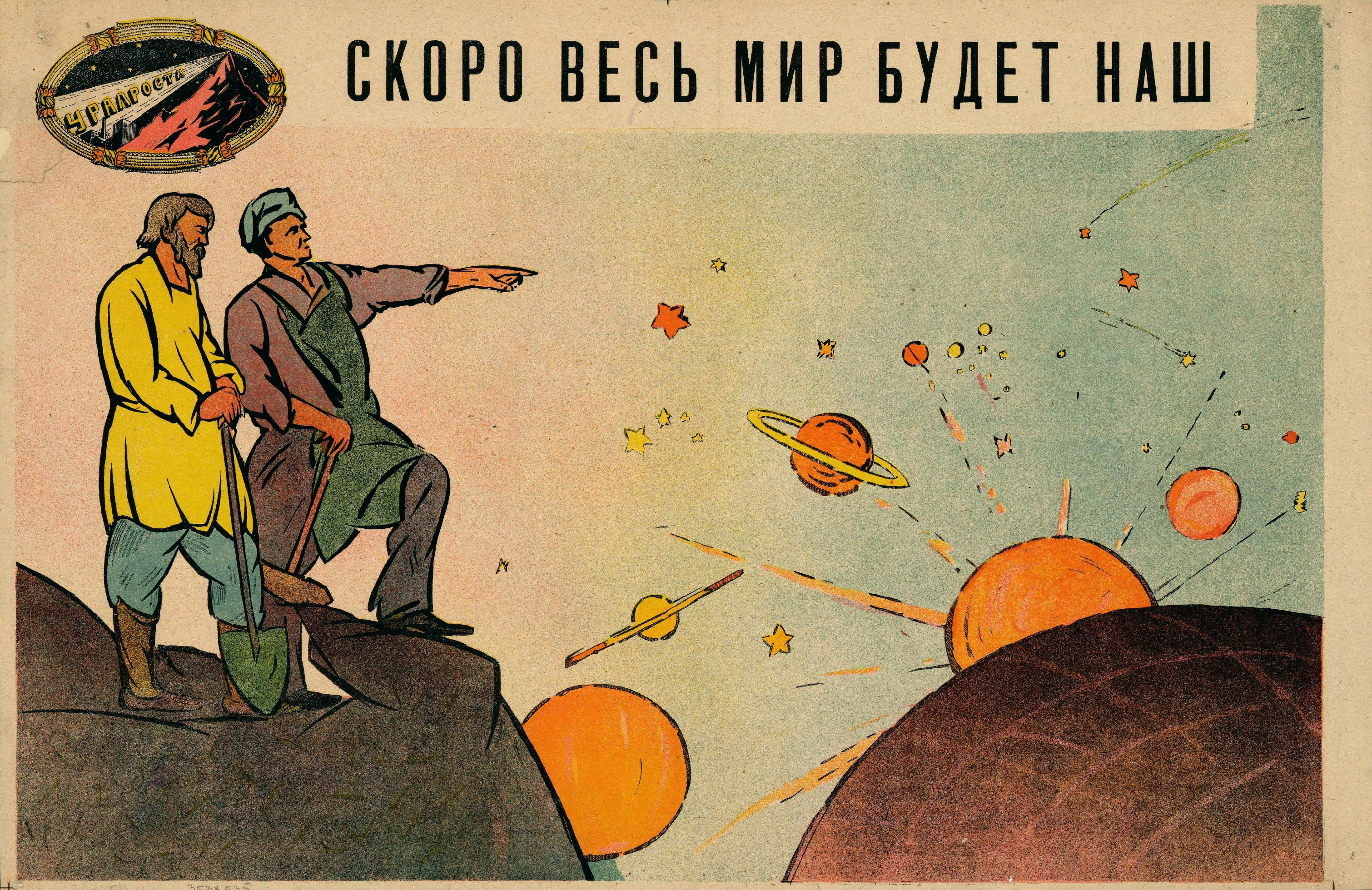
Агітаційний плакат «Скоро весь світ стане нашим». Художник Л. В. Саянський. Єкатеринбург, 1920 рік

Ідея Світової революції широко використовувалася лідерами більшовизму, дозволяючи російським революціонерам з одного боку розраховувати на підтримку європейських марксистів, а з іншого боку активно втручатися в справи інших держав, допомагаючи місцевим комуністам готувати антиурядові виступи. Для цих цілей була створена спеціальна міжнародна організація — Комінтерн.

Незабаром після захоплення влади в Росії більшовиками, марксисти багатьох країн відчули в собі здатність до глобальних політичних змін. Багато з них тоді вважали, що Світова революція відбудеться найближчим часом. Так, виступаючи 26 жовтня 1917 на II Всеросійському з'їзді Рад, Троцький публічно заявив:
Надію свою ми покладаємо на те, що наша революція розв'яже європейську революцію. Якщо повсталі народи Європи не розчавили імперіалізм, ми будемо розчавлені, — це безсумнівно. Або російська революція підніме вихор боротьби на Заході, або капіталісти всіх країн задушать нашу.
В. І. Ленін в листі Свердлову та Троцькому від 1 жовтня 1918 вказував, що «… Міжнародна революція наблизилася… на таку відстань, що з нею треба рахуватися як з подією днів найближчих». 6 березня 1919 він же в заключній промові при закритті I (установчого) конгресу Комінтерну заявив:
Перемога пролетарської революції в усьому світі забезпечена. Наближається заснування міжнародної Радянської республіки.
Голова Виконкому Комінтерну Г. Зінов'єв вже у жовтні 1919 заявив, що протягом року Світова революція пошириться на всю Європу. А на II Конгресі Комінтерну, що відбувся в липні — серпні 1920, Зінов'єв заявив, що III Конгрес Комінтерну вони будуть «проводити в Берліні, а потім у Парижі, Лондоні…». На V конгресі Комінтерну 17 червня 1924 року він же заявив, щодо світової революції: «…перемоги ще немає, і нам доведеться ще завоювати 5/6 земної суші, щоб в усьому світі був Союз Радянських Соціалістичних Республік».

## Відмова СРСР «підтримати» світову революцію
До кінця 1920-х років партія більшовиків в цілому відмовилася від теорії світової революції. Зовнішньополітичні інтереси змусили уряд Радянського Союзу встановити дипломатичні відносини з капіталістичними державами та відмовитися від відкритої військової агресії проти них, так само як і відкритої підтримки там революційних рухів. Сталін відмовився надати європейським комуністичним партіям військову допомогу Радянського Союзу, і в 1925, спираючись на статтю Леніна про Сполучені Штати Європи, висунув ідею про можливість побудови соціалізму «в окремо взятій країні». Ця ідея була вираженням теорії Леніна про «відкіт революцій» та була викликана потребою зміцнення радянської влади та потребами соціалістичного будівництва. В умовах «відкоту революцій» у світі, що спостерігався до середини 20-х років, першочерговими завданнями вважалися повномасштабне соціалістичне будівництво та реконструкція народного господарства на базі соціалізму. Зміцнілий економічно та політично СРСР мав виступити надійною базою підтримки майбутніх революційних рухів.
В 1936 зі «сталінської» Конституції СРСР було прибрано згадку про «Світову радянську соціалістичну республіку», внаслідок чого соціалістичні республіки Східної Європи, а також Китай, не ввійшли згодом до складу СРСР, а в 1937 репресіям були піддані прихильники Льва Троцького, який закликав комуністів не зупинятися на досягнутому в Росії.
Тим не менш, під час Другої світової війни у більшості країн Східної Європи, зайнятих радянськими військами, до влади прийшли комуністичні партії — утворивши соціалістичний блок в Східній Європі. Після того, як в СРСР почалася перебудова, політико-економічний устрій в країнах Варшавського Договору поступово повернувся до капіталістичної моделі.
Відлуння світової революції збереглося в гаслі «Пролетарі всіх країн, єднайтеся!», викарбуваного на гербі СРСР і всіх п'ятнадцяти радянських Республік.

## Революції в інших країнах
Світова революція могла б відбутися і за відсутності радянської підтримки, оскільки думка про неї виникла задовго до Жовтневого перевороту. Однак роз'єднані дії революціонерів у різних країнах терпіли поразки.
Більшість революціонерів 1917–1919 рр. виявилися нездатними самостійно і на довгий час взяти владу в свої руки. Невдача спіткала революції в Німеччині, Фінляндії, Угорщині. Крах зазнали й такі республіки, як Ельзаська радянська республіка та Радянська республіка Гилян, не кажучи вже про безліч дрібніших. Не уникли поразки і повстання 1923 року в Болгарії та Німеччині, підштовхувані Комінтерном.
Деякі революції 1921–1926 рр. змогли перетворити свої країни та встановити радянський лад. Такі уряди отримали визнання та зовнішньополітичну підтримку СРСР. Так було в Монголії та Китаї.
В ряді країн комуністи прийшли до влади в 1945–1948 рр. після Другої світової війни, коли Червона Армія звільнила від нацистів ряд країн Східної Європи. Це сталося в Югославії, Чехословаччині, Болгарії, Румунії, Польщі, східній частині Німеччини, Угорщині, Албанії, В'єтнамі, Кореї.
Більшість соціалістичних урядів, оскільки їхні країни були занадто малі для можливості там соціалізму, утримувалися лише завдяки радянській допомозі, точніше інтеграції в радянську економіку через РЕВ, і після її ослаблення наприкінці 1980-х втратили владу.
Починаючи з 1950-х років, з різним успіхом спроби здійснити революцію відмічалися на Кубі, в Колумбії, Лаосі, Камбоджі, Мозамбіку, Португалії, Афганістані, Нікарагуа, Непалі та інших країнах.
В СРСР військово-технічну допомогу комуністичним режимам інших країн називали інтернаціональним боргом.

## Образ світової революції в літературі

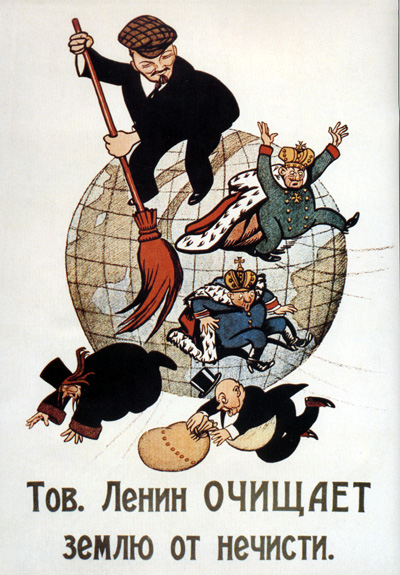
«Товариш Ленін зачищає Землю від нечисті» (1920).

Ймовірно, перші нотки світової революції прозвучали в 1888 в «Інтернаціоналі» французького поета Ежена Потьє. Пісня швидко перетворилася на гімн:

Лиш ми, робітники, ми — діти: Святої армії труда,
Землею будем володіти,
A паразитів жде біда!.
Світову революцію боготворив російський поет А. Блок у поемі «Дванадцять» («Дванадцять», Січень 1918):

Крок держи революційний!
Близько ворог невспокійний!
Гей, вперед, на шлях свободи.
Робітничий народе!..
Ми на горе всім буржуям: Світовий пожар роздуєм…
Світовий пожар роздуєм,
Світовий пожар в крові,
Господи, благослови!